# Purpuricenus nabateus
Purpuricenus nabateus är en skalbaggsart som beskrevs av Gianfranco Sama 1999. Purpuricenus nabateus ingår i släktet Purpuricenus och familjen långhorningar. Inga underarter finns listade i Catalogue of Life.